# Гребінник прибережний
Гребінник прибережний, також гравілат річковий, гравілат струмковий (Geum rivale L.) — багаторічна трав'яниста рослина родини розових (Rosaceae).

## Будова
Гребінник прибережний буває від 20 до 75 см заввишки. Стебла червонясті, вкриті відстовбурченими волосками. Прикореневі листки з довгими черешками. Стеблові листки можуть бути з короткими черешками або сидячі. Цвіте з кінця весни до середини літа. Квітки дзвоникоподібні, похилені донизу, звичайно розташовуються по 2-3. Чашечка забарвлена в червонясто-бурий колір. Пелюстки мають довгий нігтик, забарвлені в кремовий або, рідко, в жовтий колір, із темно-червоними жилками.
Відрізняється від гребінника звичайного пониклими, більшими квітками з дзвоникоподібним віночком; пелюстки жовтуваті з оранжево-червоними жилками.

## Поширення
Росте на вогких луках, вільшняках, заболочених місцях, у лісах і чагарниках, по берегах річок, озер. Тіньовитривала рослина. Поширений по всій Україні, крім крайнього степу. Зустрічається нечасто.

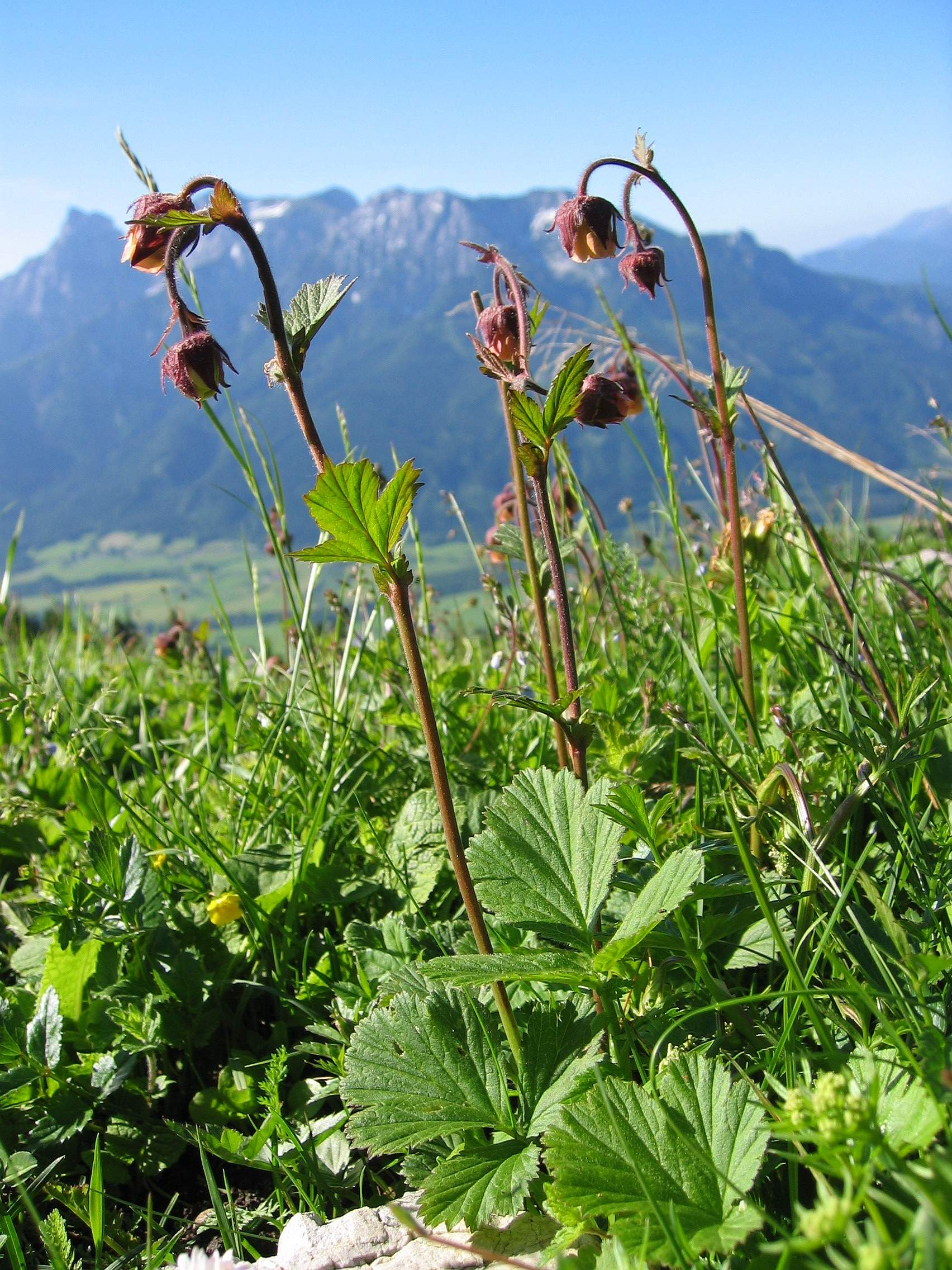
Загальний вигляд гребінника прибережного

## Використання
Гребінник прибережний — добрий пилконос і медонос. Використовують у медицині. Традиційно восени і навесні запасають корінь і кореневище гребінника. Вони містять дубильні речовини, крохмаль, гіркий глікозид геін.
Рослина має кровоспинні, знеболювальні, в'яжучі та загальнозміцнювальні властивості. До того ж гравілат річковий є антисептиком і слабким заспокійливим засобом.

### У харчуванні
З молодого листя і стебел гребінника готують салати, супи, пюре, гострі приправи. Коріння можна їсти відвареними. Через дубильні речовини гравілат річковий кладуть в пиво, щоб воно могло довго зберігатися і не скисати. Сухі коріння використовують як ароматичну речовину замість гвоздики і кориці в пирогах, квасах, домашньому пиві, вині, лікерах, інших напоях та виробах. Навіть латинська назва роду Geum походить від грецького смачний, приємний.